# 85e méridien est
En géographie, le 85e méridien est est le méridien joignant les points de la surface de la Terre dont la longitude est égale à 85° est.

## Géographie

### Dimensions
Comme tous les autres méridiens, la longueur du 85e méridien correspond à une demi-circonférence terrestre, soit 20 003,932 km. Au niveau de l'équateur, il est distant du méridien de Greenwich de 9 462 km,.
Avec le 95e méridien ouest, il forme un grand cercle passant par les pôles géographiques terrestres.

### Régions traversées
En commençant par le pôle Nord et descendant vers le sud au pôle Sud, Le 85e méridien est passe à travers:
| Coordonnées          | Pays, territoire ou mer | Notes |
| -------------------- | ----------------------- | --- |
| 90° 00′ N, 85° 00′ E | Océan Arctique          | |
| 81° 08′ N, 85° 00′ E | Mer de Kara             | |
| 74° 35′ N, 85° 00′ E | Russie                  | Kraï de Krasnoïarsk — Ostrova Plavnikovyye |
| 74° 17′ N, 85° 00′ E | Mer de Kara             | |
| 73° 42′ N, 85° 00′ E | Russie                  | Kraï de Krasnoïarsk Iamalie — à partir de 64° 56′ N, 85° 00′ E Kraï de Krasnoïarsk — à partir de 64° 53′ N, 85° 00′ E Iamalie — à partir de 64° 50′ N, 85° 00′ E Kraï de Krasnoïarsk — à partir de 62° 36′ N, 85° 00′ E Khantys-Mansis — à partir de 61° 46′ N, 85° 00′ E Kraï de Krasnoïarsk — à partir de 61° 05′ N, 85° 00′ E Oblast de Tomsk — à partir de 59° 53′ N, 85° 00′ E Oblast de Kemerovo — à partir de 56° 06′ N, 85° 00′ E Oblast de Novossibirsk — à partir de 54° 55′ N, 85° 00′ E Oblast de Kemerovo — à partir de 54° 48′ N, 85° 00′ E Oblast de Novossibirsk — à partir de 54° 33′ N, 85° 00′ E Krai de l'Altai — à partir de 54° 24′ N, 85° 00′ E République de l'Altaï — à partir de 51° 30′ N, 85° 00′ E |
| 50° 03′ N, 85° 00′ E | Kazakhstan              | Sur environ 6 km |
| 50° 00′ N, 85° 00′ E | Russie                  | République de l'Altaï — sur environ 11 km |
| 49° 54′ N, 85° 00′ E | Kazakhstan              | |
| 46° 55′ N, 85° 00′ E | Chine                   | Xinjiang Tibet — à partir de 35° 44′ N, 85° 00′ E |
| 28° 36′ N, 85° 00′ E | Népal                   | |
| 26° 54′ N, 85° 00′ E | Inde                    | Bihar Jharkhand — à partir de 24° 25′ N, 85° 00′ E Odisha — à partir de 22° 28′ N, 85° 00′ E Jharkhand — à partir de 22° 06′ N, 85° 00′ E Odisha — à partir de 22° 04′ N, 85° 00′ E |
| 19° 19′ N, 85° 00′ E | Océan Indien            | |
| 60° 00′ S, 85° 00′ E | Océan Austral           | |
| 66° 21′ S, 85° 00′ E | Antarctique             | Territoire antarctique australien revendiqué par Australie |